# Maresiella barringtoniana
Maresiella barringtoniana là một loài chân đều trong họ Gnathostenetroididae. Loài này được Fresi miêu tả khoa học năm 1973.